# Rogelio Salcedo
Rogelio Salcedo Muñoz (15 de abril de 1925 — 23 de janeiro de 1955) foi um ciclista chileno que participou em dois eventos nos Jogos Olímpicos de Londres 1948.